# Jacob van Geel

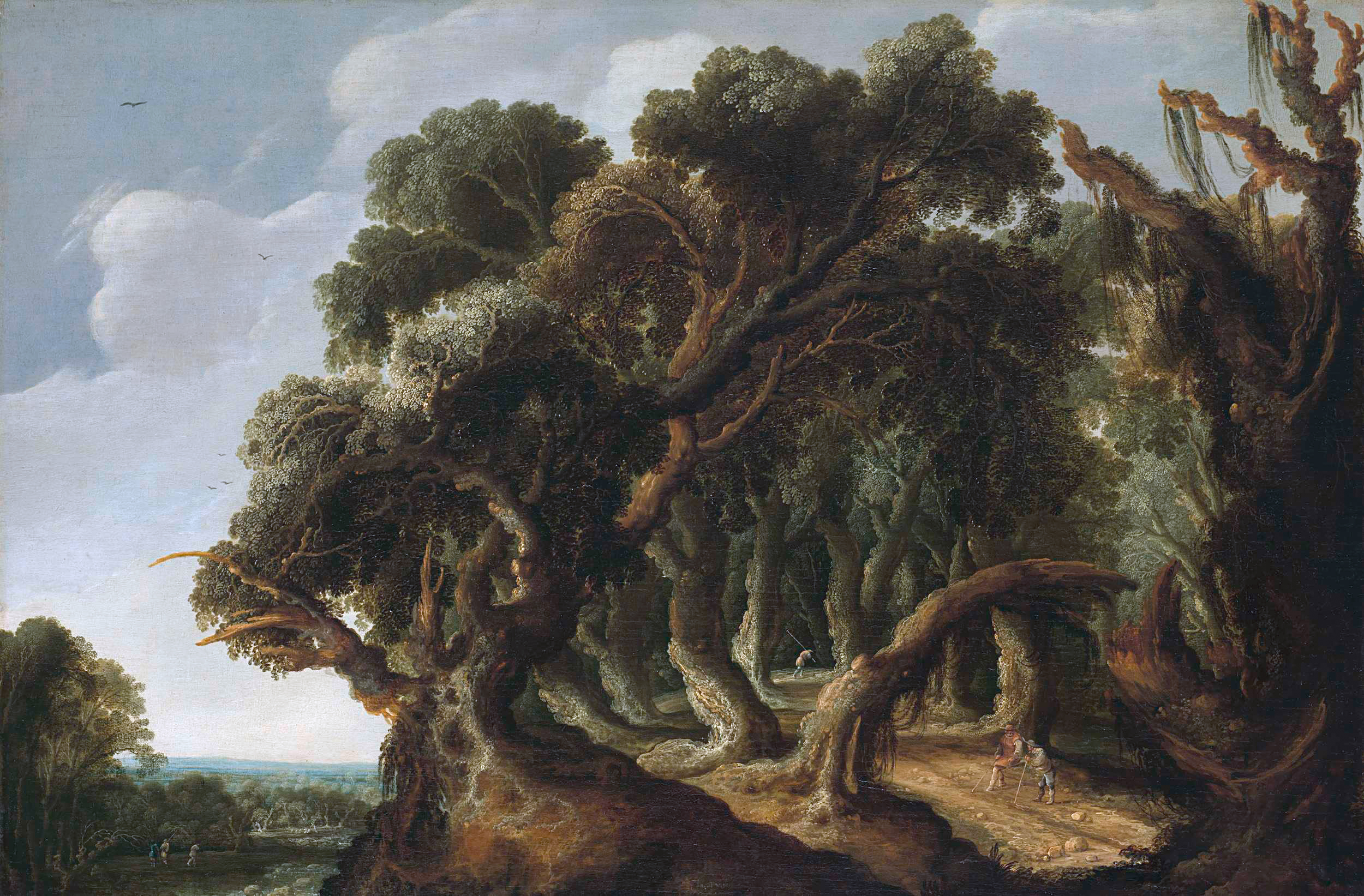
Landschap, circa 1633 (Rijksmuseum Amsterdam)

Jacob van Geel (ca. 1585 - niet voor 1638) was een kunstschilder en tekenaar uit de Gouden Eeuw.
Jacob Jacobsz. van Geel werd geboren te Middelburg. In 1628 verklaarde hij ongeveer 43 jaar oud te zijn, dus hij werd rond 1585 geboren. Hij werd in 1615 lid van het Sint-Lucasgilde te Middelburg, en bleef dat tot 1625. Hij maakte in Middelburg schulden en het is misschien daarom dat hij in 1626 in Delft werd gesignaleerd. Hij woonde daar op de Ouden Varcenmarct, en hij werd er in 1627 lid van het Lucasgilde. In datzelfde jaar trouwde hij met de weduwe Lisbeth Schraven, maar het was kennelijk geen goed huwelijk; het echtpaar startte in 1629 al een scheidingsprocedure. Nog voor de scheiding een feit was overleed Lisbeth in 1632. Nog steeds lastiggevallen door zijn schuldeisers verhuisde Van Geel in 1633 naar Dordrecht en werd daar in 1634 lid van het gilde. 
Hij is vooral bekend van zijn landschappen, maar hij schilderde ook architectuurstukken. Voor zover bekend dateerde hij zijn schilderijen alleen gedurende de jaren in Dordrecht. 
Van Geel heeft verschillende landschappen in paren geschilderd. In dit genre behoorden beide schilderijen een tegenstelling te tonen, een verschillend seizoen of dag en nacht, maar Van Geel hield zich daar niet aan. Zijn landschappen tonen voorts Vlaamse invloeden. Zijn overgeleverde oeuvre bestaat uit een kleine 30 werken. 
Wanneer en waar hij is gestorven is niet bekend. Het laatst bekende schilderij van hem bevindt zich in het Museum Kunstpalast te Düsseldorf en is van 1638.